# Raúl Frutos
Raúl Frutos (né et mort à des dates inconnues en Argentine) est un joueur de football argentin qui évoluait au poste d'attaquant.

## Biographie
Il termine meilleur buteur du championnat d'Argentine en 1943 avec 33 buts, en compagnie de Luis Arrieta et Ángel Labruna.

## Palmarès
Platense
- Championnat d'Argentine :
  - Meilleur buteur : 1943 (23 buts).